# Cicurina mina
Espèce
Cicurina mina est une espèce d'araignées aranéomorphes de la famille des Cicurinidae.

## Distribution
Cette espèce est endémique du Tamaulipas au Mexique,. Elle se rencontre à Gómez Farías dans la Sierra de Guatemala dans les grottes Cueva de la Capilla et Cueva de la Mina.

## Description
La femelle holotype mesure 3,6 mm et le mâle paratype 3,4 mm.
La femelle décrite par Brignoli en 1972 mesure 3,37 mm.
Cette espèce est aveugle avec des yeux réduits.

## Systématique et taxinomie
Cette espèce a été décrite par Gertsch en 1971.

## Étymologie
Son nom d'espèce lui a été donné en référence au lieu de sa découverte, la Cueva de la Mina.

## Publication originale
- Gertsch, 1971 : « A report on some Mexican cave spiders. » Association for Mexican Cave Studies Bulletin, vol. 4, p. 47-111 (texte intégral).